# Rödern (Hunsrück)

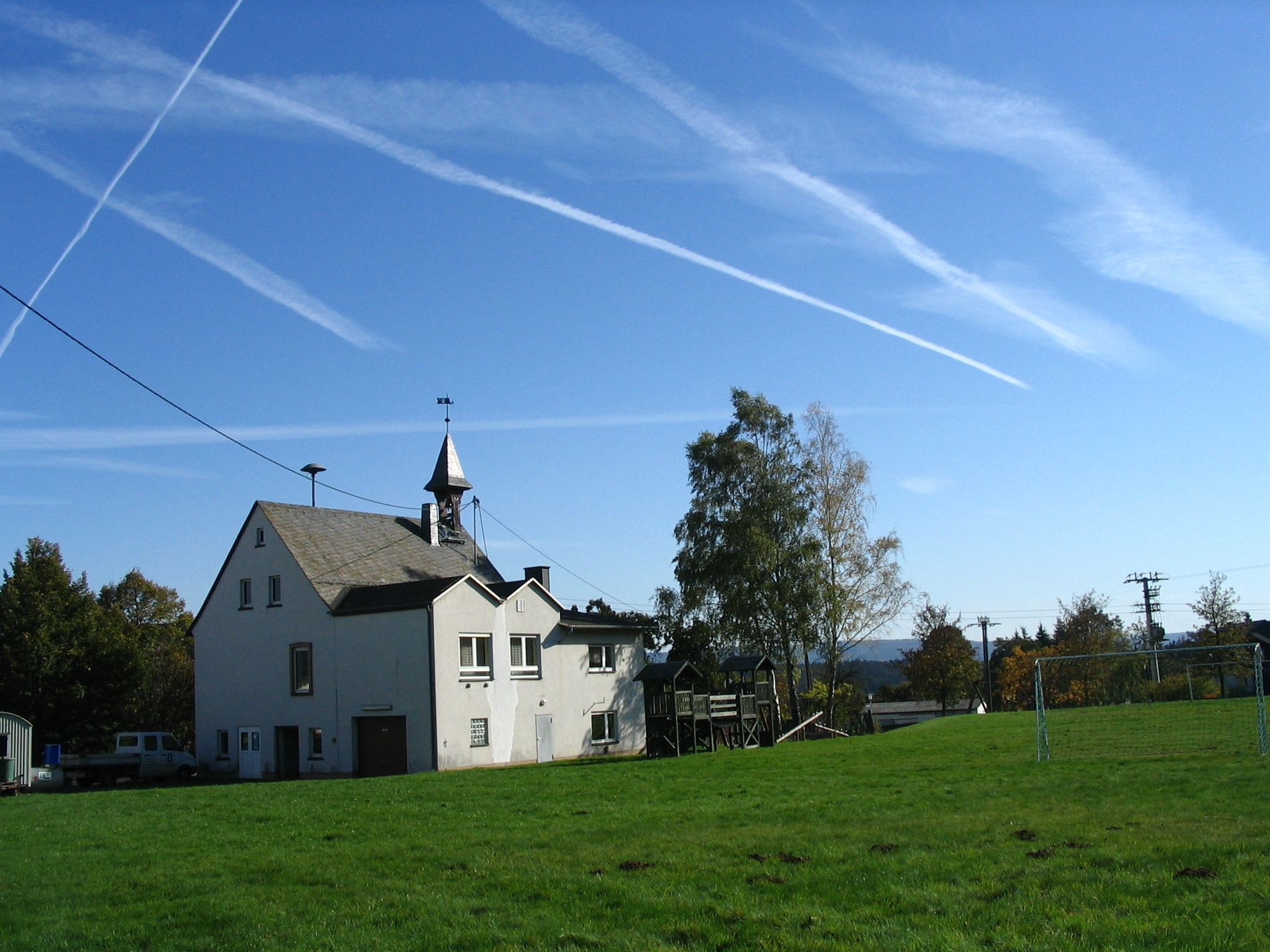
Gemeindehaus und Spielplatz von Rödern (Hunsrück)

Rödern ist eine Ortsgemeinde im Rhein-Hunsrück-Kreis in Rheinland-Pfalz. Sie gehört der Verbandsgemeinde Kirchberg (Hunsrück) an.

## Geographie
Die ländliche Wohngemeinde Rödern liegt zentral im Hunsrück, westlich davon auf einem Höhenzug die Stadt Kirchberg und östlich das Kauerbachtal. Die Gemarkung umfasst eine Fläche von 2,72 km², davon 1,27 km² Wald.

## Geschichte
Seit dem 12. Jahrhundert war das Gebiet ein Teil der Grafschaft Sponheim. Die erste urkundliche Erwähnung des Orts als Imzinruden erfolgte im Jahr 1317. Der Ort kam im 18. Jahrhundert in Besitz der Markgrafen von Baden. Mit der Besetzung des linken Rheinufers 1794 durch französische Revolutionstruppen wurde der Ort französisch, 1815 wurde er auf dem Wiener Kongress dem Königreich Preußen zugeordnet. Nach dem Ersten Weltkrieg zeitweise französisch besetzt, ist der Ort seit 1946 Teil des Landes Rheinland-Pfalz.

## Politik

### Bürgermeister
Ortsbürgermeister von Rödern ist Josef Winn.

### Wappen
| Wappen von Rödern | Blasonierung: „In Blau eine eingebogene goldene Spitze, darin ein schwarzes Mühlrad. Vorn gestürzt und schräg gekreuzt ein silberner Spaten und eine silberne Rodehacke. Hinten ein silberner Rabe.“ |
| Wappen von Rödern | Wappenbegründung: Die Farben Gold und Blau weisen auf die Zugehörigkeit zur Vorderen Grafschaft Sponheim hin. Rodehacke und Spaten erinnern an die Entstehung des Dorfes als eine Rodungssiedlung und deuten redend den Ortsnamen. Der Rabe nimmt Bezug auf die Junker von Koppenstein, die Zehntinhaber und Lehensträger der Lötscher Mühle waren. Das Mühlrad verweist auf die beiden bedeutenden Mühlen in der Gemarkung Schneidemühl und Lötscher Mühle. |

## Wirtschaft und Infrastruktur

### Verkehr
Rödern liegt im Verkehrsverbund Rhein-Mosel. Die Buslinien 644, 661 und 664 der Rhein-Mosel Verkehrsgesellschaft verbinden das Dorf mit den benachbarten Städten Kirchberg und Simmern. Der nächstgelegene Bahnhof mit Personenverkehr ist Kirn an der Nahetalbahn, 25 Kilometer südlich gelegen.
Am nördlichen Rand des Gemeindegebietes, etwa einen Kilometer vom Ortskern entfernt, verläuft die gut ausgebaute Bundesstraße 50 Bitburg–Bingen am Rhein. Über sie erreicht man die nächste Autobahnanschlussstelle, Rheinböllen an der A 61, 20 Kilometer östlich gelegen.